# Haystack Mountain State Park
Haystack Mountain ist ein Berg im Haystack Mountain State Park, einem State Park im US-Bundesstaat Connecticut auf dem Gebiet der Gemeinde Norfolk. Der Berg ist 523 m (1716 ft) hoch (über dem Meer) und bietet einen spektakulären Blick auf Litchfield County.
Der 10 m (34 ft) hohe Haystack Mountain Tower wurde 1929 errichtet und ist in das National Register of Historic Places aufgenommen. Er wurde aus dem lokalen Gneis erbaut. Von dort aus hat man eine gute Sicht auf die Gemeinden Norfolk und Canaan.
Im Park leben unter anderem Waschbären, Bären, Hirsche, Kojoten, Opossums, Skunks und Füchse. Vorherrschende Baumart ist die Breitblättrige Lorbeerrose (Kalmia latifolia), ein Erikagewächs, das für seine schöne Blüten bekannt und die Staatsblume von Connecticut ist, sowie Kiefern und Ahorne.
Der Park wird eingerahmt vom North Brook im Norden und Westen und dem Wood Creek im Osten, zwei kleinen Zuflüssen des Blackberry River, der die Südflanke des Parkes markiert.